# جنایات جنگی شوروی
جنایات جنگی اتحاد شوروی (به انگلیسی: Soviet war crimes) بین ۱۹۱۹ تا ۱۹۹۰ شامل اعمال انجام شده توسط ارتش سرخ و اِن‌کاوه‌ده از جمله علیه سربازان خود این سازمان است. 
سربازان شوروی در جنگ جهانی دوم در موارد متعدد به ساختمانها، روستاها و شهرها شلیک می‌کردند. مثلاً در ۱ مه ۱۹۴۵ در مرکز شهر دمنین در آلمان آتش گشودند و نگذاشتند ساکنین شعله‌های آتش را خاموش کنند. 
شوروی تا سال ۱۹۵۵ معاهده لایه امضا شده توسط روسیه تزاری را نپذیرفت برای همین جنایات جنگی ارتکابی خود را توجیه می‌کرد. 